# Franz Adam Beyerlein
Franz Adam Beyerlein, född 22 mars 1871 och död 27 februari 1949, var en tysk författare.
Beyerlein väckte stor uppmärksamhet genom sina antimilitära arbeten. Romanen Jena oder Sedan?, utgiven 1903, utkom 1914 i sin 253:e upplaga. Bland hans samma år till underofficerskretsar förlagda drama Zapfenstreich.